# فاکتور رشد اپیدرمی
فاکتور رشد اپیدرمی، (به انگلیسی: Epidermal growth factor (EGF)) یکی از فاکتورهای رشد با ساختاری پروتئینی ۵۳ اسیدآمینه‌ای است. این پروتئین‌ها در رشد و متابولیسم سلول‌های زیادی دخیل هستند و نوعی سیتوکین هستند.

## کارکرد
این فاکتور رشد در رشد سلولهای اپیدرمی مؤثر است. گیرنده پروتئین افزایش‌دهندهٔ رشد با نام HER2/neu معمولاً در اندازهٔ کوچک در بافت پستان و بیشتر در سلول‌های سرطانی پستان وجود دارد وبا تحریک آن فاکتور رشد اپیدرمی تولید می‌شود که موجب رشد سلول‌های سرطان پستان می‌شود.